# 黄眉柳莺
黄眉柳莺为柳鶯科柳莺属的鸟类。繁殖於東古北界。這種柳鶯有著強烈的遷徙性，主要在熱帶南亞和東南亞過冬，但也有少量出現在西歐洲。如同其他柳鶯科成員，這種柳鶯曾被歸入舊世界鶯科（Sylvidae）的集合。该物种的模式产地在印度。
過去曾被認為包含三個亞種，但P. i. humei和P. i. mandellii現已被分為一個獨立物種，即淡眉柳鶯（P. humei），使得P. inornatus成為單型物種。這兩個姊妹種在形態學、生物聲學和分子特徵上略有不同但一致。

## 分類
黃眉柳鶯最早由英國動物學家愛德華·布萊思於1842年描述，並賦予其二名法名稱Regulus inornatus。 現在的屬名Phylloscopus源自古希臘語phullon，意為「葉」，以及skopos，意為「尋覓者」（來自skopeo，意為「觀察」）。種名inornatus來自拉丁語，意為「樸素」。

## 描述

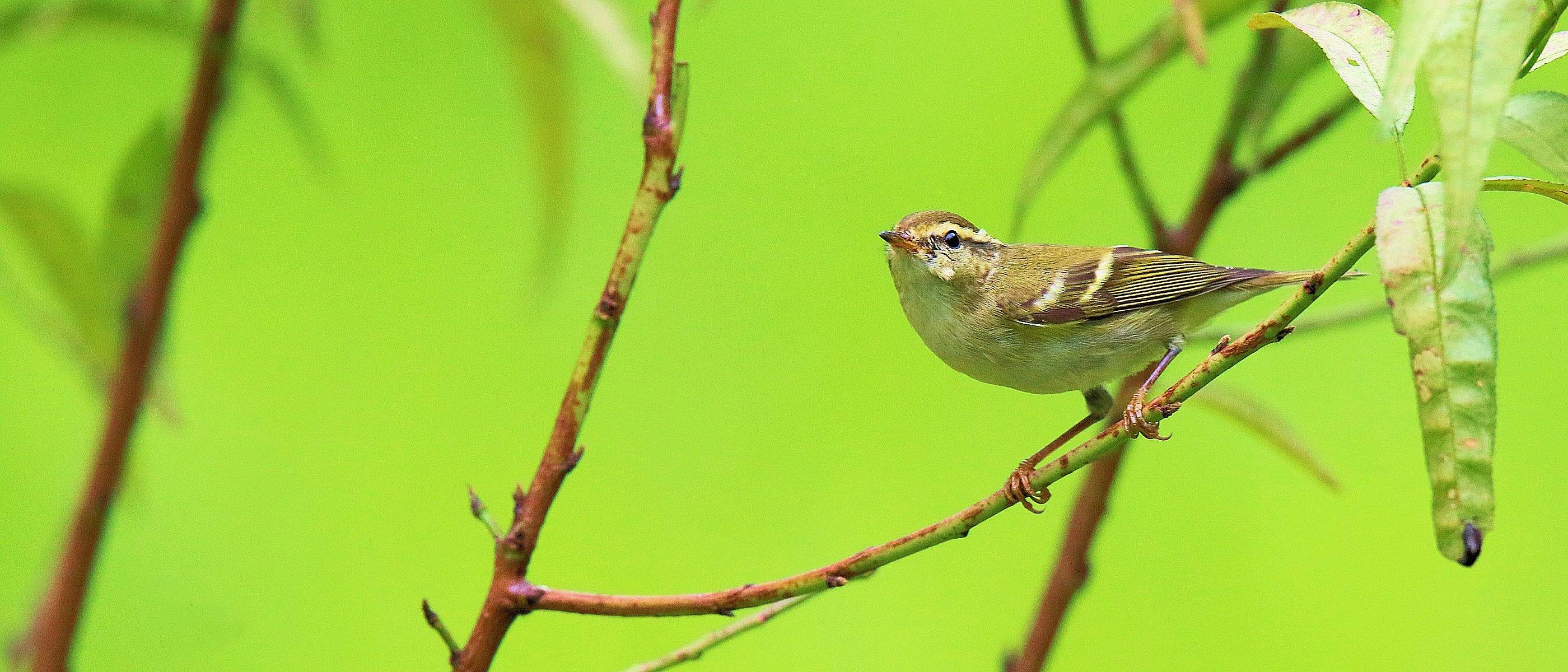
黃眉柳鶯在越南越冬

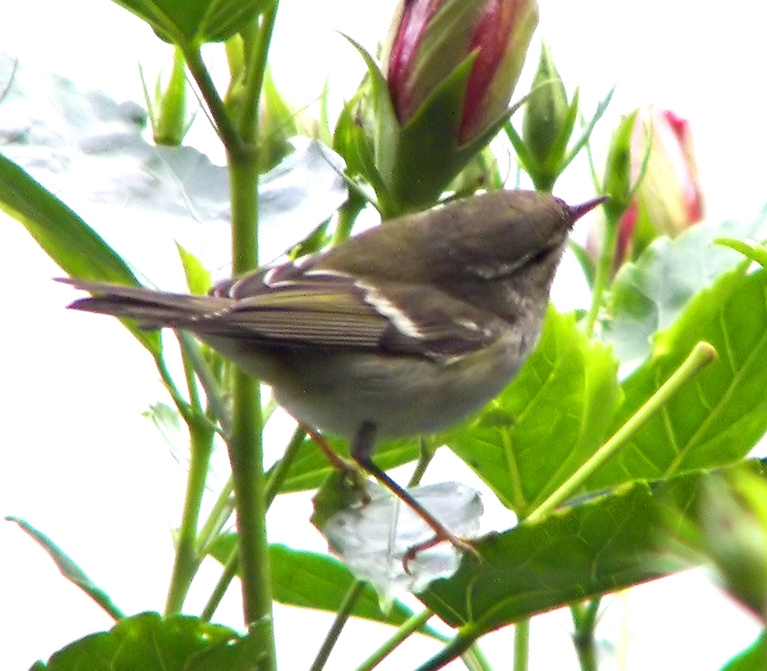
冬季在香港（中國），呈現典型的翅膀和頭上半部圖案

這是舊世界鶯科中較小的一種，體長9.5至11厘米，體重4至9克，比嘰喳柳鶯明顯小，但比黃腰柳鶯稍大。與許多其他柳鶯一樣，整體呈現綠色的上半身和白色的下半身。其雙翼上有明顯的翼帶，由翅膀覆羽呈黃白色的羽尖形成（大覆羽上的長翼帶與中覆羽上的短翼帶），三級飛羽羽緣呈黃色，並有長長的黃色眉線。有些個體有模糊的淺綠色頭冠中央條紋，但許多個體並不具此特徵。
它不怕人，但由於樹棲生活方式使其難以觀察。它幾乎不停地移動。其鳴唱是一種高亢的哨聲組合，叫聲則是尖銳的、通常為雙音節的「tseeweest」，聲音相對其體型來說非常響亮。唯一可能會混淆的物種是類似的淡眉柳鶯（P. humei），在它們的部分重疊區域內，淡眉柳鶯的顏色較暗淡，第二道翼帶較模糊，且腿和下喙為深色。牠們的鳴聲和叫聲有明顯區別，淡眉柳鶯的叫聲更像是「chwee」的聲音。它也很容易與黃腰柳鶯區分開來，後者有明顯的黃色頭冠中央條紋和腰斑，而黃眉柳鶯則沒有這些特徵。

## 生態與分佈
如同大多數柳鶯，它是食蟲性的。巢築於密集植被中，通常在樹基或老樹樁旁；每窩產卵2至4顆（偶爾更多），孵化期為11至14天，雛鳥12至13天後離巢。
這是一種棲息於低地和山地森林及林地的常見鳥類；尤其在冬季，也可能出現在較為開闊的樹林。其繁殖範圍從烏拉爾山脈以西向東延伸至東西伯利亞、蒙古和中國東北。它的越冬棲地是低地的闊葉林或針葉林，範圍從印度東北部的西孟加拉邦和阿薩姆，經南中國至台灣，並經孟加拉南下至馬來半島。夏季它分佈於海拔高達2440米的地區，而冬季則出現在最高1525米的地方。
近幾十年來，烏拉爾山脈以西的歐洲繁殖族群向西擴展；1950年被描述為「相當稀有」，但在1990年已「局部繁盛」，擁有4.5萬至4.6萬對繁殖個體。
少量個體（可能來自繁殖範圍的西端）在西歐過冬，這些鳥類於每年9月下旬和10月抵達英國，它們從烏拉爾遷徙了3000至3500公里，比飛往正常的東南亞冬季棲地要少飛5500至6000公里。該族群的確切數量尚不清楚，但每年秋季在英國發現的數百隻個體可能只是總數的一部分。過去它們被廣泛認為是迷鳥，但現在則被認為是進行正常的定期遷徙，能夠利用歐洲西部溫和的海洋性氣候過冬。
黃眉柳鶯在其廣泛的分佈範圍內是一種常見物種，根據IUCN，它不被視為受威脅物種。
淡眉柳鶯與黃眉柳鶯的繁殖範圍在西薩彥嶺重疊，但這兩個物種似乎並未雜交。牠們的血統約在250萬年前分歧。

## 外部連結
- 黃眉柳鶯指名亞種(Phylloscopus inornatus (inornatus))鳴聲(1) （页面存档备份，存于）香港觀鳥會鳥鳴集
- 黃眉柳鶯指名亞種(Phylloscopus inornatus (inornatus))鳴聲(2) （页面存档备份，存于）香港觀鳥會鳥鳴集